# Scraptia trotommoides
Scraptia trotommoides is een keversoort uit de familie bloemspartelkevers (Scraptiidae). De wetenschappelijke naam van de soort is voor het eerst geldig gepubliceerd in 1892 door Pic.